# Mortimer Wheeler
Sir Robert Eric Mortimer Wheeler FRS FBA FSA (født 10. september 1890, død 22. juli 1976) var en britisk arkæolog og officer i British Army. I løbet af sin karriere tjente han som direktør for både National Museum of Wales og London Museum, generaldirektør for Archaeological Survey of India og han grundlagde og var æresdirektør for Institute of Archaeology i London. Han skrev desuden 24 bøger om forskellige arkæologiske emner.
Wheeler blev født i Glasgow i en middelklassefamilie, og han voksede op i Yorkshire inden han flyttede til London i sine teenageår. Efter at have studeret oldtidskundskab på University College London (UCL), begyndte han at arbejde som professionel arkæolog, hvor han specialiserede sig i Romersk Britannien. Under første verdenskrig meldte han sig til tjeneste i Royal Artillery, og var udstationeret på Vestfronten, hvor han endte med at blive major og han modtog Military Cross. Efter han vendte tilbage til Storbritannien fik han sit doktorat fra UCL inden han blev ansat på National Museum of Wales, først som Keeper of Archaeology og herefter som direktør, hvor han ledede udgravningen af det romerske forter Segontium, Y Gaer og Isca Augusta med hjælp fra sin hustru Tessa Wheeler. Han var påvirket af arkæologen Augustus Pitt Rivers, og han argumenterede for at udgravning og dokumentation af stratigrafisk sammenhæng i stigende grad krævede en videnskabelig og metodisk tilgang, og han udviklede "Wheeler metoden". I 1926 blev han udnævnt som Keeper of the London Museum; hvor han ledede genorganiseringen af samlingen, og fik skaffet flere fondsmidler, og han begyndte at undervise på UCL.
I 1934 etablerede han Institute of Archaeology som en del af University of London, og fik stillingen som aresdirektør. I denne periode ledede han udgravninger af de romerske områder Lydney Park og Verulamium og jernalder-voldstedet Maiden Castle. Under anden verdenskrig blev han igen en del af Armed Forces, og han blev forfremmet til rangen brigadier, og tjente i felttoget i Nordafrika og efterfølgende ved invasionen af Italien. I 1944 blev han udnævnt som generaldirektør for Archaeological Survey of India, hvor han ledede udgravninger i Harappa, Arikamedu og Brahmagiri, og han implementerede reformer i Indiens arkæologiske etablissementer. Han vendte tilbage til Storbritannien i 1948, hvor han delte sin tid mellem undervisning på Institute of Archaeology og som arkæologisk rådgiver for Pakistans regering. I slutningen af sit liv var han med til at bringe arkæologi ud til befolkningen via sine populære bøger, foredrag på krydstogtskibe samt optrædener i radio og tv, særligt BBC-serien Animal, Vegetable, Mineral?. Han blev udnævnt som Honorary Secretary på British Academy, hvor han fik indsamlet store pengebeløb til arkæologiske projekter, og han blev udnævnt som britisk repræsentant for adskillige UNESCO projekter.
Wheeler er blevet anerkendt som en af de vigtigste britiske arkæologer i 1900-tallet, og han tilskrives at have øget den generelle befolknings interesse i arkæologi, samt at have udviklet metometodologien for udgravning og dokumentation. Desuden er han blevet bredt anerkendt som en vigtig person i etableringen i arkæologi i Sydasien. Hans specifikke fortolkninger af arkæologiske udgravninger er dog ofte blevet miskrediteret eller genfortolket, og han blev ofte kritiseret for at tryne kolleger og udøve sexchikane mod unge kvinder.